# Le Monde est Bardo
« Le Monde est Bardo » est le slogan et le thème d'une manifestation et marche anti-terroriste pacifique qui a lieu le 29 mars 2015 à Tunis, capitale de la Tunisie. Plusieurs milliers de Tunisiens y participent pour protester contre l'attaque du musée du Bardo, survenue le 18 mars et revendiquée par l'État islamique, et par solidarité avec les victimes. Plusieurs dirigeants mondiaux y participent également, dont François Hollande, Matteo Renzi, Bronisław Komorowski, Mahmoud Abbas, Abdelmalek Sellal, Federica Mogherini et Béji Caïd Essebsi.

## Organisation
À la suite de l'attaque terroriste contre le musée national du Bardo, le gouvernement tunisien décide d'organiser une manifestation en réaction à l'incident. Elle est composée de deux marches séparées : une pour les civils et une pour les dignitaires étrangers et tunisiens. La marche populaire passe par d'importantes rues et avenues de Tunis avant d'arriver au musée du Bardo et de se terminer à l'intérieur du bâtiment.
Juste avant le début de la marche, le chef du gouvernement tunisien Habib Essid annonce la mort de neuf terroristes impliqués dans l'attaque.

## Circonstances
Plusieurs milliers de citoyens tunisiens participent à la marche aux cris de « La Tunisie est libre ! Le terrorisme dégage ! »,. Lors de la marche officielle, un mémorial listant le nom des victimes est dévoilé près des portes du musée,. Béji Caïd Essebsi, le président de la République tunisienne, remercie tous les dirigeants présents et déclare que les Tunisiens ont prouvé qu'ils n'avaient pas peur du terrorisme et qu'ils y feraient face unis. Durant sa déclaration, il évoque accidentellement François Mitterrand au lieu de François Hollande, le président de la République française. À la fin de cette déclaration, tous les dirigeants visitent le musée.